# 町野川
町野川（まちのがわ）は、石川県鳳珠郡能登町及び輪島市を流れ日本海に注ぐ河川。二級水系の本流。

## 地理
石川県鳳珠郡能登町と輪島市の境界にある鉢伏山付近に源を発し、能登町から輪島市を経て輪島市町野町大川と輪島市町野町曾々木の境界で日本海に注ぐ。2011年には支川の河内川に北河内ダムが完成した。

## 災害
- 2024年（令和6年）
  - 1月1日 - 能登半島地震 (2024年)の発生により上流域で山腹崩壊が発生。河道をせき止めて複数の天然ダムが形成された[1]。
  - 9月21日 - 能登地方に集中豪雨。町野川水系の天然ダム14箇所のうち7箇所が洗い流されるなどして消滅[2]。下流でも堤防が決壊して氾濫による被害が生じた[3]。

## 支流
- 上町川
- 鈴屋川
- 河内川
- 神野川

## 流域の自治体
石川県
鳳珠郡能登町、輪島市